# Geomyza bifida
Geomyza bifida är en tvåvingeart som beskrevs av Miguel Carles-Tolrá 1993.
Geomyza bifida ingår i släktet Geomyza och familjen gräsflugor. Artens utbredningsområde är Spanien. Inga underarter finns listade i Catalogue of Life.